# Toy Story: Horror
Toy Story: Horror (ang. Toy Story of Terror!) – amerykański film animowany z 2013 roku wyreżyserowany przez Angusa MacLane’a oraz wyprodukowany przez Walt Disney Pictures i Pixar Animation Studios. Akcja filmu toczy się krótko po wydarzeniach z trzeciej części filmu Toy Story 3.
Premiera filmu odbyła się w Stanach Zjednoczonych 16 października 2013 na amerykańskim kanale ABC. W Polsce film został wydany na DVD w pakiecie specjalnym 15 maja 2015 roku przez Galapagos Films.

## Fabuła
Jessie, Szeryf Chudy, Buzz Astral, Rex, Pan Szpikulec, Pan Bulwa i Trixie siedzą w bagażniku samochodu mamy Bonnie w czasie podróży wraz z nową właścicielką. Nagle samochód przyjaciół psuje się, a zabawki postanawiają schronić się w mrocznym motelu. Zaraz po przybyciu na miejsce, w tajemniczych okolicznościach znika jedna z zabawek. Chudy i przyjaciele muszą jak najszybciej poznać przyczynę dziwnych zdarzeń zanim sami podzielą los zaginionej.

## Obsada
- Joan Cusack – Jessie
- Carl Weathers –
  - Kapral Carl,
  - Kapral Carl Junior
- Tom Hanks – Szeryf Chudy
- Tim Allen – Buzz Astral
- Stephen Tobolowsky – Ron, menadżer motelu
- Timothy Dalton – Pan Szpikulec
- Wallace Shawn – Rex
- Don Rickles – Pan Bulwa
- Kristen Schaal – Trixie
- Lori Alan – mama Bonnie
- Emily Hahn – Bonnie

## Wersja polska
Udział wzięli:
- Robert Czebotar – Szeryf Chudy
- Łukasz Nowicki – Buzz Astral
- Agnieszka Kunikowska – Trixie
- Wiktoria Gąsiewska – Bonnie
- Tomasz Sapryk – Rex
- Jan Kulczycki – Pan Bulwa
- Izabella Bukowska-Chądzyńska – Jessie
- Grzegorz Pawlak – Pan Szpikulec
- Janusz Wituch – Kapral Carl Junior
- Anna Apostolakis – Pingiel
- Artur Kaczmarski – Pan Rzepak
- Elżbieta Futera-Jędrzejewska – mama Bonnie
- Piotr Bąk – policjant

Reżyseria: Grzegorz Pawlak

Wersja polska: SDI Media Polska